# Ozola acutata
Ozola acutata là một loài bướm đêm trong họ Geometridae.